# Thomas Gann
Thomas William Francis Gann (Murrish, 13 maggio 1867 – 24 febbraio 1938) è stato un medico irlandese, ma noto soprattutto come archeologo amatoriale ed esploratore di molte rovine della civiltà maya..
Dopo essersi specializzato in medicina in Inghilterra, nel Middlesex, nel 1894 Gann fu inviato come ufficiale medico nell'allora British Honduras. Laggiù trascorse gran parte del successivo quarto di secolo.  Fin dal suo arrivo mostrò grande interesse nelle rovine maya della colonia, che fino a quel momento erano poco note e documentate. Iniziò, inoltre, a viaggiare nello Yucatán, esplorando anche le locali rovine.
Gann scoprì numerosi siti, tra cui Lubaantún, Ichpaatun e Tzibanche; pubblicò, inoltre, le prime notizie documentate e dettagliate delle rovine di Xunantunich e di Lamanai. Fece le prime importanti scoperte nei siti di Santa Rita, Louisville, and Coba. A Tulum documentò alcuni edifici che erano stati trascurati da precedenti esploratori, tra cui un tempio in cui trovò un idolo pre-colombiano praticamente intatto.
Scrisse numerosi libri riguardanti i suoi viaggi ed esplorazioni e si ritirò in pensione dal servizio medico dell'Honduras Britannico nel 1923.